# Kaamasjoki

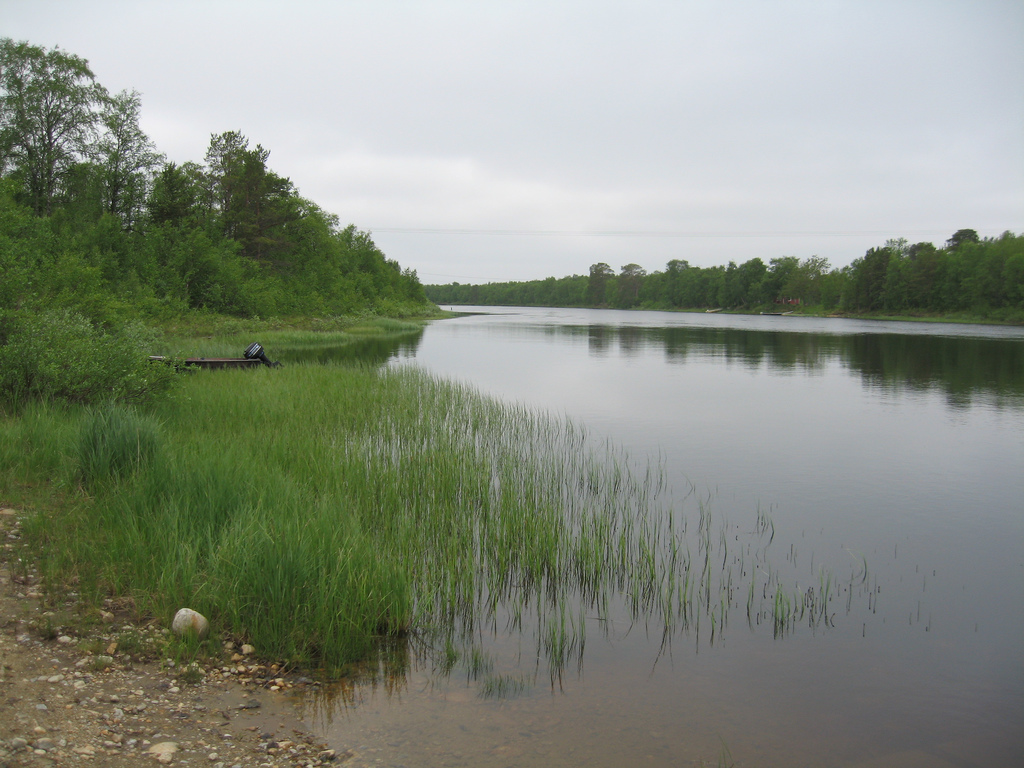
Kaamasjoki nära Kaamanen

Kaamasjoki (finska), Kaamâsjuuhâ (enaresamiska) eller Gámasjohka (nordsamiska) är ett vattendrag i finska Lappland, i Pasvikälvens avrinningsområde. En stor del av älvens lopp är inom Paistunturi ödemarksområde och en del av det inom Hanhijänkä-Pierkivaaranjänkä myrskyddsområde.
Kaamasjoki flyter upp vid gränsen till Kevo naturreservat i Utsjoki och tar emot biflödet Vuollašjohka, strax före Kaamasmukka (Gámasmohkki, Kaamâsmokke) Gákcajávrrits utflöde och sedan Suttesjohka. Vid Kiellaniemi (Giellánjárga, Kiälláánjargâ) tar Kaamasjoki mot Kielajoki (Geillá, Kiälláá) och nära Muotkanruoktu Peltojoki (Bealdojohka, Piäldoojuuhâ). Alla dessa utom Suttesjohka är högerbiflöden. Det sista större biflödet, från vänster, är Syysjoki (Čovčjuuhâ). Från Kiellaniemi har älvens omgivningar varit våtmarker. Nu blir omgivningarna torrare, jokken flyter förbi orten Kaamanen och flyter först ut i sjön Vastusjärvi (Moškisjävri), sedan vidare till Mutusjärvi (Mudusjävri), som via Kettujoki (Kiäptuvei), Matkatjoki (Maadâkuátjuuhâ) och Juutuanjoki (Juvduujuuhâ) avvattnas till Enare träsk.